# Hotter than Hell Tour
Hotter than Hell Tour è stato un tour della band hard rock americana Kiss per promuovere l'album omonimo. Quest'ultimo comprendeva brani del primo album e del secondo, appena pubblicato, Hotter Than Hell. Durante questo tour, la band usò il fuoco e la distruzione delle chitarre come parte del loro spettacolo. Lo spettacolo del 31 gennaio 1975 a San Francisco fu filmato e successivamente reso disponibile per la visione pubblica.
Nel programma per il tour finale della band, Paul Stanley ha riflettuto su questo tour:
(Paul Stanley, 2019)

## Recensioni
Due giornalisti locali del MSU State News and State Journal, i quali assistettero alle esibizioni del 21 e 22 ottobre 1974 diedero recensioni positive alle esibizioni esaurite, notando che il loro spettacolo generale era buono, la musica serrata e la loro abilità musicale eccellente. Sebbene contrastanti sui costumi, i revisori citarono l'elevata energia del pubblico che assisteva alle esibizioni e la crescente popolarità della band a Detroit.
Dopo l'esibizione a London nell'Ontario, in Canada, un giornalista della London Free Press, diede all'esibizione una recensione mista, affermando: I Kiss sono una band compatta e ben collaudata con alcune idee musicali eccellenti. Sfortunatamente, la capacità di ascoltare tutto questo è perso nell'incredibile quantità di distorsione creata dal livello di volume che induce dolore dei Kiss. La band ha qualcosa da offrire musicalmente, ma lo scintillio e la faccia bianca stanno per scomparire e se il gruppo vuole rimanere in vita, deve cambiare e affrontare il futuro che uno dei suoi membri dovrebbe rappresentare.

## Artisti d'apertura
- The Rockets = 1
- Golden Earring = 2
- John Hammond = 3
- Cannonball = 4
- If = 5
- Thompson's Machine Gun = 6
- Smokehouse = 7
- Dr. John = 8
- Easy Steam = 9
- Heartsfield = 10
- T-Rex = 11
- Neil Merryweather and the Space Rangers = 12
- UFO = 13
- Skyhook = 14
- Clowns = 15
- Mercury = 16
- Fantasy = 17
- Foghat = 18
- Black Oak Arkansas = 19
- James Montgomery = 20
- ZZ Top = 21
- Point Blank = 22
- Eddie Boy = 23
- Scream = 24
- Rush = 25
- Fancy = 26
- Joe = 27
- DJ Ronny Legge = 28
- Kenny Kramer = 29
- REO Speedwagon = 30
- Quicksilver Messenger Service = 31
- Hydra = 32
- Mike Quatro = 33
- Raspberries = 34
- Sam Hurrie = 35
- Ballin' Jack = 36
- Arosa = 37
- Wishbone Ash = 38
- Camel = 39
- Eli = 40
- Third Rail = 41
- Jo Jo Gunne = 42
- Yesterday & Today = 43
- Steve Harley & Cockney Rebel = 44
- The Road Crew = 45
- James Gang = 46
- Man = 47
- Pez = 48

## Date
| Data             | Città             | Stato       | Luogo                              | Artisti d'apertura | Biglietti venduti / Biglietti disponibili | Incasso     |
| ---------------- | ----------------- | ----------- | ---------------------------------- | ------------------ | ----------------------------------------- | ----------- |
| 17 ottobre 1974  | Comstock Park     | Stati Uniti | Thunder Chicken                    | N.D.               | N.D.                                      | N.D.        |
| 18 ottobre 1974  | Hammond           | Stati Uniti | Parthenon Theater                  | N.D.               | N.D.                                      | N.D.        |
| 19 ottobre 1974  | Toledo            | Stati Uniti | Valentine Theatre                  | 1                  | N.D.                                      | N.D.        |
| 21 ottobre 1974  | Lansing           | Stati Uniti | Brewery                            | N.D.               | ~1 000                                    | N.D.        |
| 22 ottobre 1974  | Lansing           | Stati Uniti | Brewery                            | N.D.               | ~1 000                                    | N.D.        |
| 25 ottobre 1974  | Passaic           | Stati Uniti | Capitol Theatre                    | 2 ; 3              | N.D.                                      | N.D.        |
| 27 ottobre 1974  | Youngstown        | Stati Uniti | Tomorrow Club                      | 4                  | N.D.                                      | N.D.        |
| 30 ottobre 1974  | Columbus          | Stati Uniti | Agora Ballroom                     | 5                  | N.D.                                      | N.D.        |
| 31 ottobre 1974  | Peru              | Stati Uniti | Peru Circus Arena                  | 6                  | N.D.                                      | N.D.        |
| 2 novembre 1974  | Des Plaines       | Stati Uniti | Maine West High School             | 7                  | N.D.                                      | N.D.        |
| 3 novembre 1974  | Duluth            | Stati Uniti | Duluth Arena                       | 8 ; 9              | N.D.                                      | N.D.        |
| 7 novembre 1974  | St. Louis         | Stati Uniti | Kiel Auditorium                    | 10 ; 11 ; 12       | 10 586                                    | N.D.        |
| 8 novembre 1974  | Chicago           | Stati Uniti | Aragon Ballroom                    | 11 ; 13            | N.D.                                      | N.D.        |
| 10 novembre 1974 | University Center | Stati Uniti | Pioneer Gymnasium                  | 14                 | N.D.                                      | N.D.        |
| 12 novembre 1974 | Minot             | Stati Uniti | Minot Municipal Auditorium         | 15                 | 1 085 / 5 059                             | $4 571,50   |
| 16 novembre 1974 | Asbury Park       | Stati Uniti | Sunshine Inn                       | 16 ; 17            | N.D.                                      | N.D.        |
| 21 novembre 1974 | Cedar Rapids      | Stati Uniti | Cedar Rapids Memorial Coliseum     | 18                 | N.D.                                      | N.D.        |
| 23 novembre 1974 | Atlanta           | Stati Uniti | Alexander Memorial Coliseum        | 19 ; 20            | N.D.                                      | N.D.        |
| 27 novembre 1974 | Greenville        | Stati Uniti | Greenville Memorial Auditorium     | 19 ; 20            | N.D.                                      | N.D.        |
| 28 novembre 1974 | Charlotte         | Stati Uniti | Charlotte Coliseum                 | 19 ; 20            | N.D.                                      | N.D.        |
| 29 novembre 1974 | Charleston        | Stati Uniti | Gaillard Municipal Auditorium      | 19 ; 20            | N.D.                                      | N.D.        |
| 30 novembre 1974 | Fayetteville      | Stati Uniti | Cumberland County Memorial Arena   | 19 ; 20            | N.D.                                      | N.D.        |
| 6 dicembre 1974  | Bowling Green     | Stati Uniti | Van Meter Auditorium               | N.D.               | ~1 100                                    | N.D.        |
| 8 dicembre 1974  | Evansville        | Stati Uniti | Roberts Municipal Stadium          | 21 ; 22            | 5 510 / 12 600                            | N.D.        |
| 10 dicembre 1974 | Davenport         | Stati Uniti | Palmer Auditorium                  | 21 ; 22            | N.D.                                      | N.D.        |
| 12 dicembre 1974 | Flint             | Stati Uniti | IMA Auditorium                     | 21                 | 4 100 / 5 300                             | $27 148     |
| 13 dicembre 1974 | La Crosse         | Stati Uniti | Mary E. Sawyer Auditorium          | 23                 | N.D.                                      | N.D.        |
| 18 dicembre 1974 | La Porte          | Stati Uniti | La Porte Armory                    | 24                 | N.D.                                      | N.D.        |
| 20 dicembre 1974 | Detroit           | Stati Uniti | Michigan Palace                    | 25 ; 26            | 5 000                                     | $51 000     |
| 21 dicembre 1974 | Detroit           | Stati Uniti | Michigan Palace                    | 25 ; 26            | 5 000                                     | $51 000     |
| 22 dicembre 1974 | London            | Canada      | London Gardens                     | 27 ; 28            | N.D.                                      | N.D.        |
| 23 dicembre 1974 | Wilkes-Barre      | Stati Uniti | Paramount Theater                  | 29                 | N.D.                                      | N.D.        |
| 27 dicembre 1974 | Fort Wayne        | Stati Uniti | Allen County War Memorial Coliseum | 30 ; 31            | N.D.                                      | $38 756     |
| 28 dicembre 1974 | Indianapolis      | Stati Uniti | Indiana Convention Center          | 30 ; 31 ; 32       | N.D.                                      | $68 592     |
| 29 dicembre 1974 | South Bend        | Stati Uniti | Morris Civic Auditorium            | 31 ; 32            | 2 483                                     | $13 640     |
| 30 dicembre 1974 | Springfield       | Stati Uniti | Illinois State Armory              | 33                 | N.D.                                      | N.D.        |
| 31 dicembre 1974 | Evansville        | Stati Uniti | Evansville Coliseum                | 34                 | N.D.                                      | N.D.        |
| 7 gennaio 1975   | Lethbridge        | Canada      | Lethbridge Pavilion                | N.D.               | N.D.                                      | N.D.        |
| 9 gennaio 1975   | Vancouver         | Canada      | Commodore Ballroom                 | 35                 | N.D.                                      | N.D.        |
| 10 gennaio 1975  | Portland          | Stati Uniti | Paramount Theater                  | 36                 | ~2 700 / 3 060                            | N.D.        |
| 11 gennaio 1975  | Medford           | Stati Uniti | Medford Armory                     | 37                 | N.D.                                      | N.D.        |
| 12 gennaio 1975  | Seattle           | Stati Uniti | Paramount Theatre                  | 36                 | ~1 500 / 2 997                            | N.D.        |
| 17 gennaio 1975  | Long Beach        | Stati Uniti | Long Beach Arena                   | 38 ; 39            | 6 270                                     | N.D.        |
| 18 gennaio 1975  | San Bernardino    | Stati Uniti | Swing Auditorium                   | 21                 | ~7 900 / 10 000                           |             |
| 19 gennaio 1975  | San Diego         | Stati Uniti | San Diego Civic Theater            | 38 ; 39            | ~3 000 / 3 200                            |             |
| 26 gennaio 1975  | Fresno            | Stati Uniti | Selland Arena                      | 21 ; 38            | N.D.                                      |             |
| 31 gennaio 1975  | San Francisco     | Stati Uniti | Winterland Ballroom                | 40 ; 41            | 5 400                                     |             |
| 1 febbraio 1975  | Santa Monica      | Stati Uniti | Santa Monica Civic Auditorium      | 42 ; 43            | ~3 200                                    | $17 500     |
| 20 febbraio 1975 | St. Louis         | Stati Uniti | Kiel Auditorium                    | 44 ; 45            | 5 600 / 5 700                             | $16 800     |
| 21 febbraio 1975 | Chicago           | Stati Uniti | Aragon Ballroom                    | 46 ; 47            | 4 276 / 5 000                             | $24 716     |
| 22 febbraio 1975 | Schererville      | Stati Uniti | Omni 41                            | 46 ; 48            | 4 321 / 6 000                             | $24 766     |
| Totale           | Totale            | Totale      | Totale                             | Totale             | ~81 031                                   | $287 489,50 |

## Scaletta
1. Deuce
2. Strutter
3. Got To Choose
4. Hotter Than Hell
5. Firehouse
6. She (con assolo di chitarra)
7. Watchin' You
8. Nothin' To Lose
9. Strange Ways
10. Parasite
11. 100,000 Years (con assolo di batteria e basso)
12. Black Diamond

Bis
1. Cold Gin
2. Let Me Go, Rock 'N Roll

## Formazione
- Paul Stanley - chitarra ritmica, voce
- Gene Simmons - basso, voce
- Ace Frehley - chitarra solista, cori
- Peter Criss - batteria, voce